# Route nationale 7A (Maroc)
Pour les articles homonymes, voir Route 7A.
La Route nationale 7A, ou N7A, est une route nationale marocaine, reliant Safi à Ouled Dlim, en passant par Bouguedra, Echemmaia, et Ras El Ain.